# Oberlunkhofen
Oberlunkhofen est une commune suisse du canton d'Argovie.

## Géographie

### Localisation
Elle est située dans le district de Bremgarten.

### Géologie et relief

Photo aérienne prise par Walter Mittelholzer (1923).

## Lieux et monuments
- Les menhirs d'Oberlunkhofen.